# Hajo Beeckman
Hajo Beeckman (1971) is een Vlaams verkeersexpert en vaste woordvoerder in de media voor verkeersnieuws ('verkeersanker') op de VRT. 
Hajo Beeckman studeerde tussen 1990 en 1995 politieke wetenschappen aan de Rijksuniversiteit Gent en volgde nadien nog een opleiding stedenbouw. Tijdens het academiejaar 1992-1993 was Beeckman preses van de studentenvereniging Politeia. Na zijn studie werkte hij enkele jaren als assistent aan de universiteit. Beeckman schakelde toen over op de Vlaamse overheid, waar hij onder meer als woordvoerder van het Vlaams Verkeerscentrum optrad. In september 2015 ging hij aan de slag bij de VRT als verkeersexpert, als opvolger van Bart Suy, waar hij op televisie en radio duiding geeft bij ernstige verkeersproblemen. Daarnaast presenteert hij het verkeersbulletin op MNM, Radio 1 en Radio 2.
In 2018 won Beeckman de Grote Prijs Jan Wauters.